# Альбрехт, Бальтазар Августин

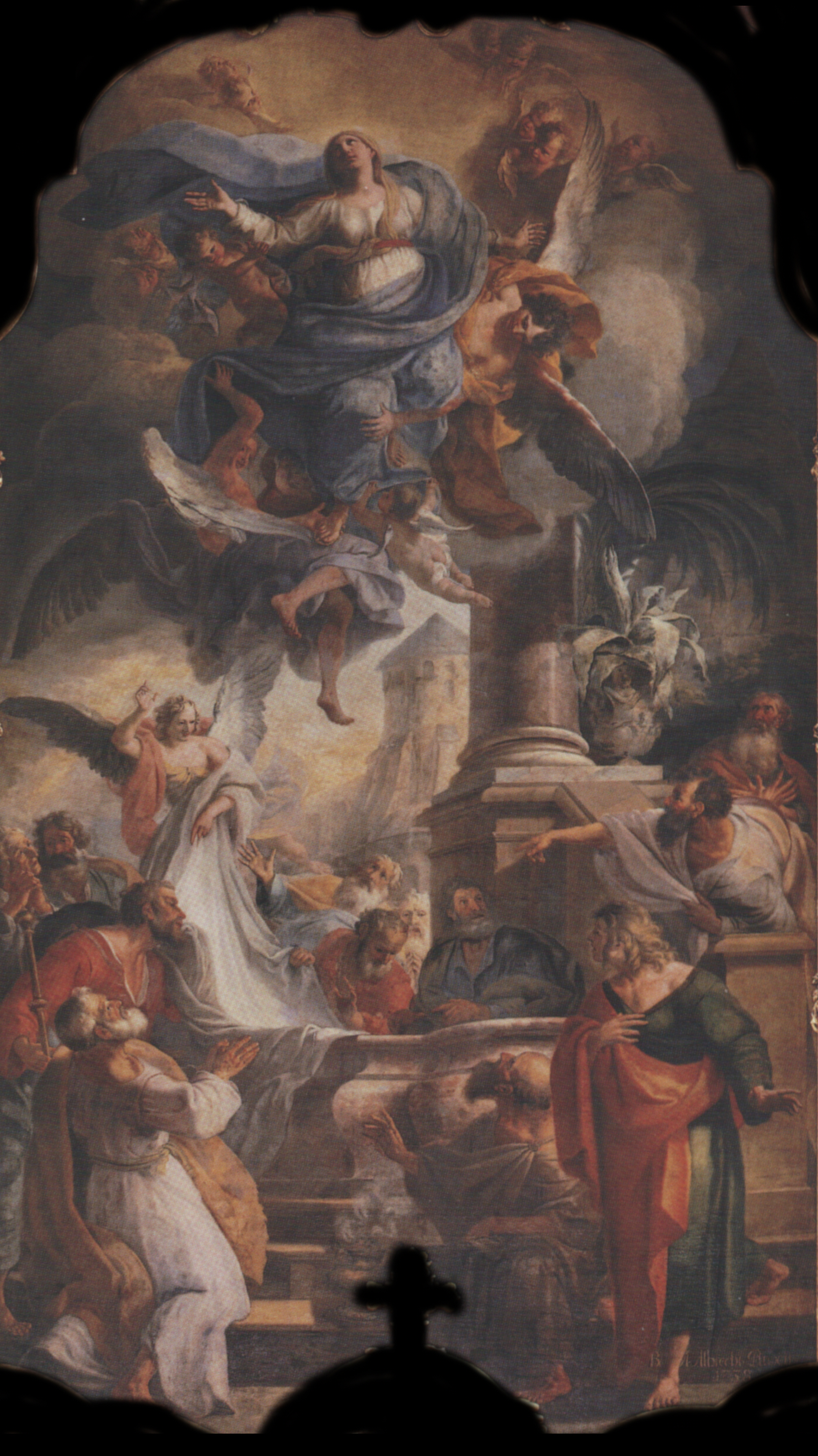
Вознесение Девы Марии. Фрагмент алтаря церкви в Дисен-ам-Аммерзе кисти Б. А. Альбрехта

Бальтазар Августин Альбрехт (6 января 1687, Берг (Штарнбергер-Зе) — 15 августа 1765, Мюнхен, Баварское курфюршество) — немецкий живописец, придворный художник при дворе курфюрста баварского.

## Биография
С 1687 года был учеником Николауса Готфрида Стубера, позже учился в Венеции и Риме. По возвращении в Баварию в 1719 году стал популярным историческим художником.
Назначен придворным художником и инспектором-хранителем Картинной галереи в Мюнхене.
В 1753—1754 годах украсил главный алтарь Паломнической церкви в Висе. Создал фрески в Мюнхенской резиденции.
Создал, кроме того, алтари в церквах городов Дисен-ам-Аммерзе, Поллинг (Вайльхайм), Шефтларн, мюнхенской церкви Святого Духа и Святого Михаила в Обераудорфе.

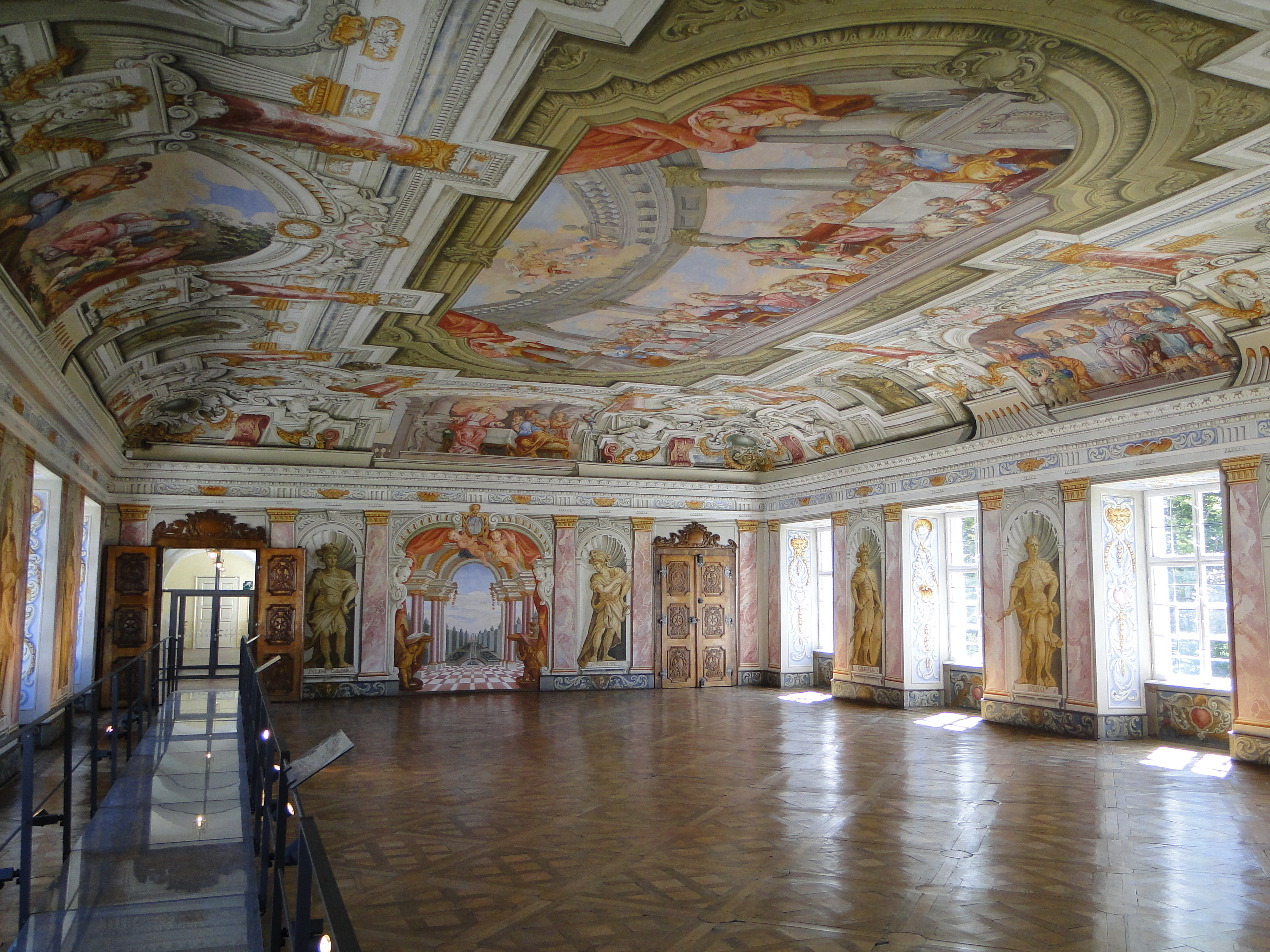
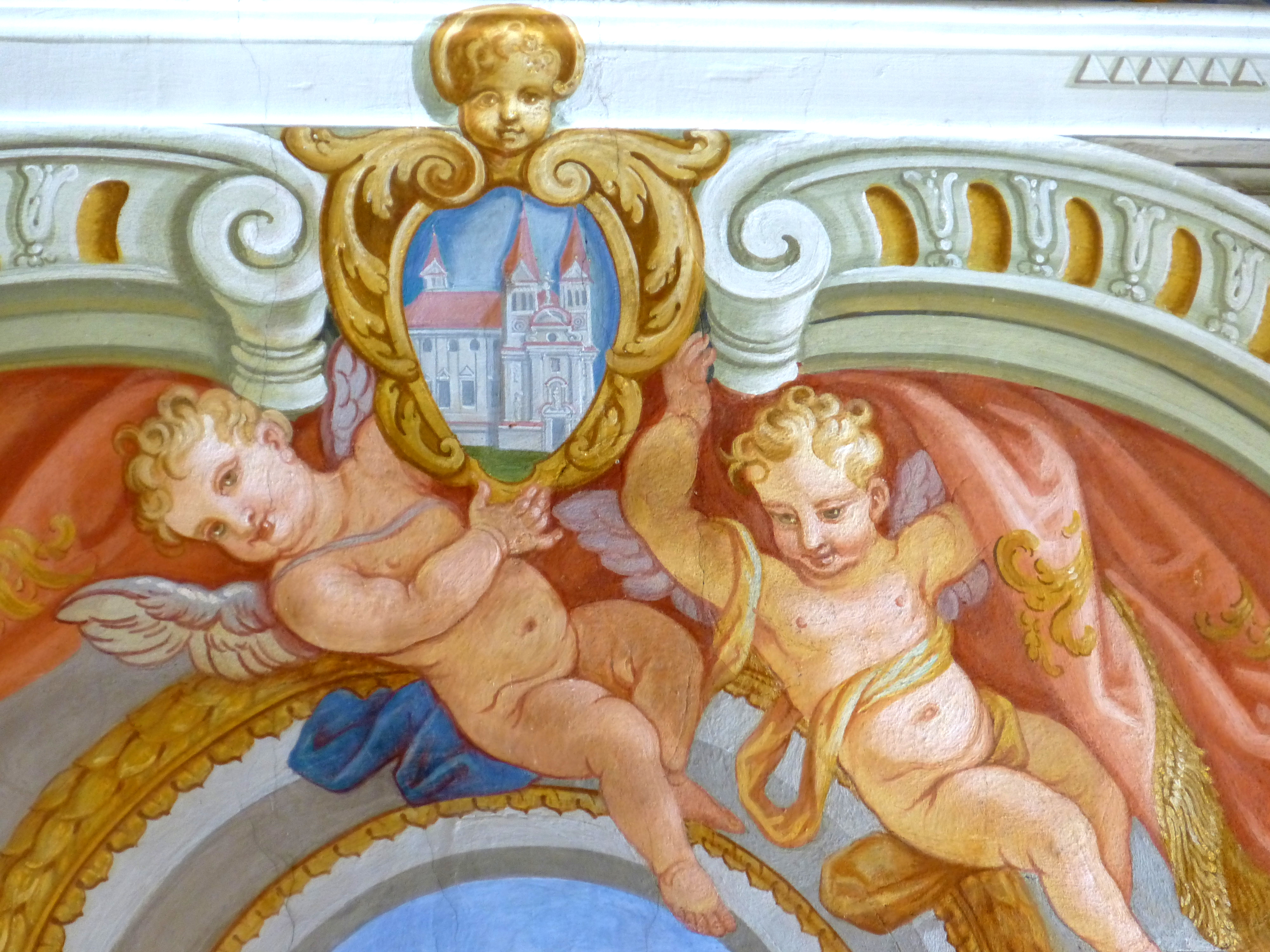
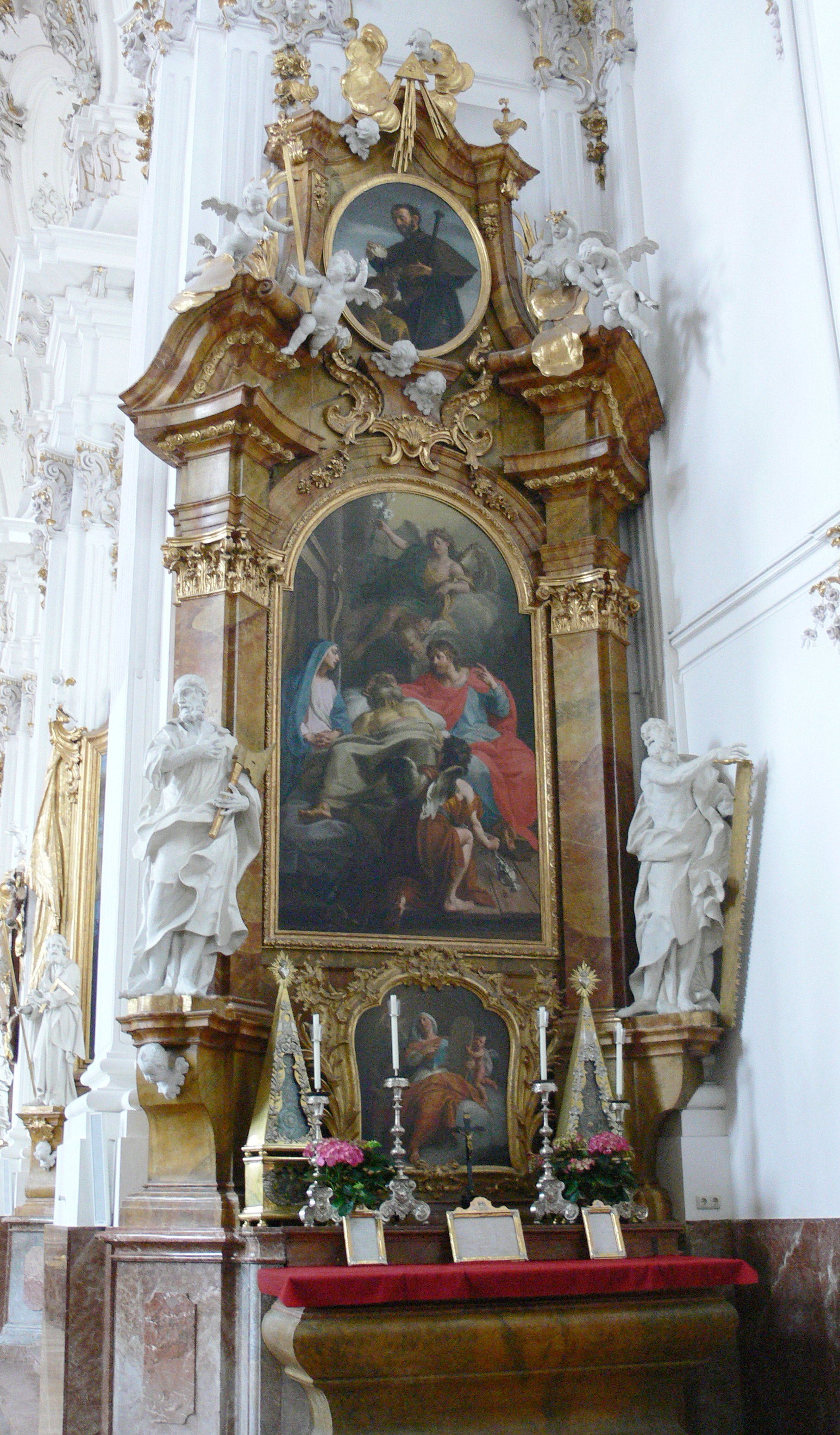
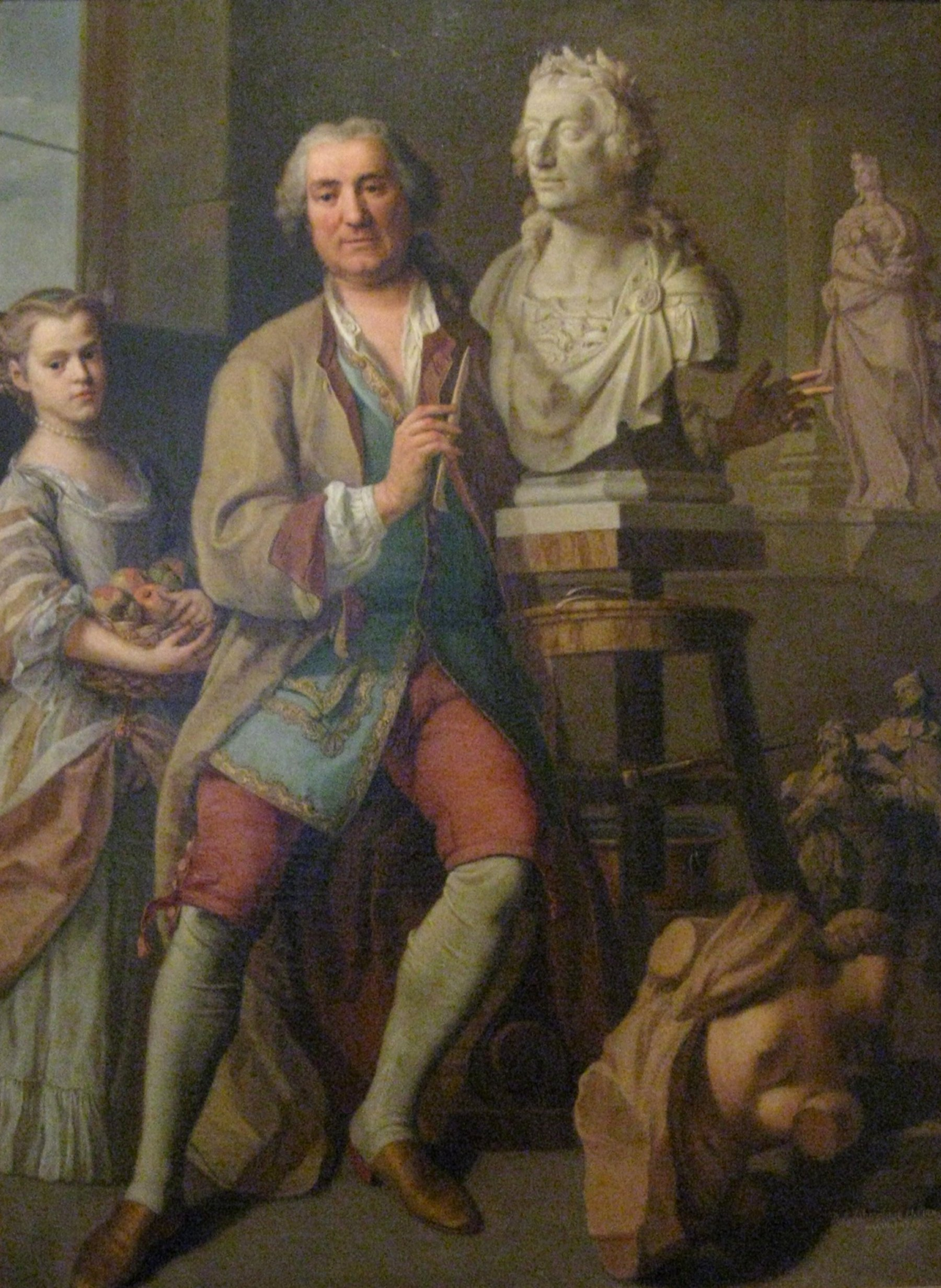
Иоганн Баптист Штрауб в студии, 1763